# Distrito electoral de Wetaug (Illinois)
Wetaug (en inglés: Wetaug Precinct) es un distrito electoral ubicado en el condado de Pulaski en el estado estadounidense de Illinois. En el Censo de 2010 tenía una población de 203 habitantes y una densidad poblacional de 6,47 personas por km².

## Geografía
Wetaug se encuentra ubicado en las coordenadas 37°19′2″N 89°10′16″O / 37.31722, -89.17111. Según la Oficina del Censo de los Estados Unidos, Wetaug tiene una superficie total de 31.38 km², de la cual 31.04 km² corresponden a tierra firme y (1.08%) 0.34 km² es agua.

## Demografía
Según el censo de 2010, había 203 personas residiendo en Wetaug. La densidad de población era de 6,47 hab./km². De los 203 habitantes, Wetaug estaba compuesto por el 75.86% blancos, el 14.78% eran afroamericanos, el 1.97% eran amerindios, el 0% eran asiáticos, el 0% eran isleños del Pacífico, el 3.94% eran de otras razas y el 3.45% pertenecían a dos o más razas. Del total de la población el 4.93% eran hispanos o latinos de cualquier raza.